# Litevské Muzeum okupace a bojů za svobodu
Muzeum okupace a bojů za svobodu (litevsky Okupacijų ir laisvės kovų muziejus) ve Vilniusu bylo založeno v roce 1992 z rozhodnutí ministra kultury a školství a předsedy Litevského svazu politických vězňů a deportovaných. V roce 1997 bylo převedeno na Litevské středisko pro výzkum genocidy a odboje (Genocide and Resistance Research Centre of Lithuania). Muzeum se nachází v bývalém sídle KGB naproti Lukiškého náměstí, proto se mu neformálně říká Muzeum KGB.

## Poslání muzea
Muzeum se věnuje především shromažďování a vystavování dokumentů týkajících se padesátileté okupace Litvy Sovětským svazem, protisovětských litevských partyzánů a obětí zatýkání, deportací a poprav, k nimž v tomto období došlo. V letech 1992-2018 bylo muzeum známé jako Muzeum obětí genocidy, což odráží rozšířenou definici pojmu "genocida" používanou Centrem pro výzkum genocidy a odporu, ačkoli tyto události považuje za genocidu jen několik historiků. Holokaustu Židů v Litvě, tedy události, která je všeobecně považována za genocidu, je věnována jen malá část prostoru. V roce 2018 bylo proto muzeum přejmenováno na Muzeum okupace a bojů za svobodu.

## Sbírky
Nenásilný aspekt odboje představují různé knihy, samizdatové publikace, dokumenty a fotografie. Sbírka týkající se ozbrojeného odboje Lesních bratří zahrnuje dokumenty a fotografie partyzánů. V části věnované obětem deportací, zatýkání a poprav jsou uloženy fotografie, dokumenty a osobní věci; tato sbírka je průběžně rozšiřována dary veřejnosti, která vidí v muzeu nejlepší způsob uchování materiálů.

## Historie budovy
V 19. století byla Litva součástí Ruského impéria. V budově dokončené v roce 1890 původně sídlil soud vilenské gubernie. Německé císařství ji využívalo během okupace země za první světové války. Po vyhlášení nezávislosti sloužila jako odvodní středisko pro nově vzniklou litevskou armádu a jako velitelství vilniuského velitele. Během litevských válek za nezávislost město nakrátko obsadili bolševici a v budově sídlily komisariáty a revoluční tribunál. Po Želigowského vzpouře v roce 1920 byl Vilnius a jeho okolí připojen k Polsku a v budově sídlil soud pro Vilenské vojvodství.
V roce 1940 byla Litva napadena Sovětským svazem a po ultimátu se stala sovětskou socialistickou republikou. Následovalo masové zatýkání a deportace a suterén budovy se stal vězením. V roce 1941 zemi napadlo nacistické Německo; v budově pak sídlilo gestapo. Z této doby se zachovaly nápisy na stěnách cel. V roce 1944 zemi znovu obsadili Sověti a od té doby až do obnovení nezávislosti v roce 1991 budovu využívala KGB, která zde měla kanceláře, vězení a výslechové centrum. Od roku 1944 do počátku 60. let 20. století bylo ve sklepení popraveno přes 1 000 vězňů, z toho asi třetina za odpor proti sovětské okupaci. Většina ze 767 popravených v letech 1944-1947 byla pohřbena v masovém hrobě v Tuskulenajském zámečku (Tuskulėnų dvaras), který prošel rekonstrukcí a je v něm umístěna pobočka muzea.
Kromě sídla muzea nyní budova slouží jako soudní budova a jako sídlo Litevského zvláštního archivu.

### Expozice

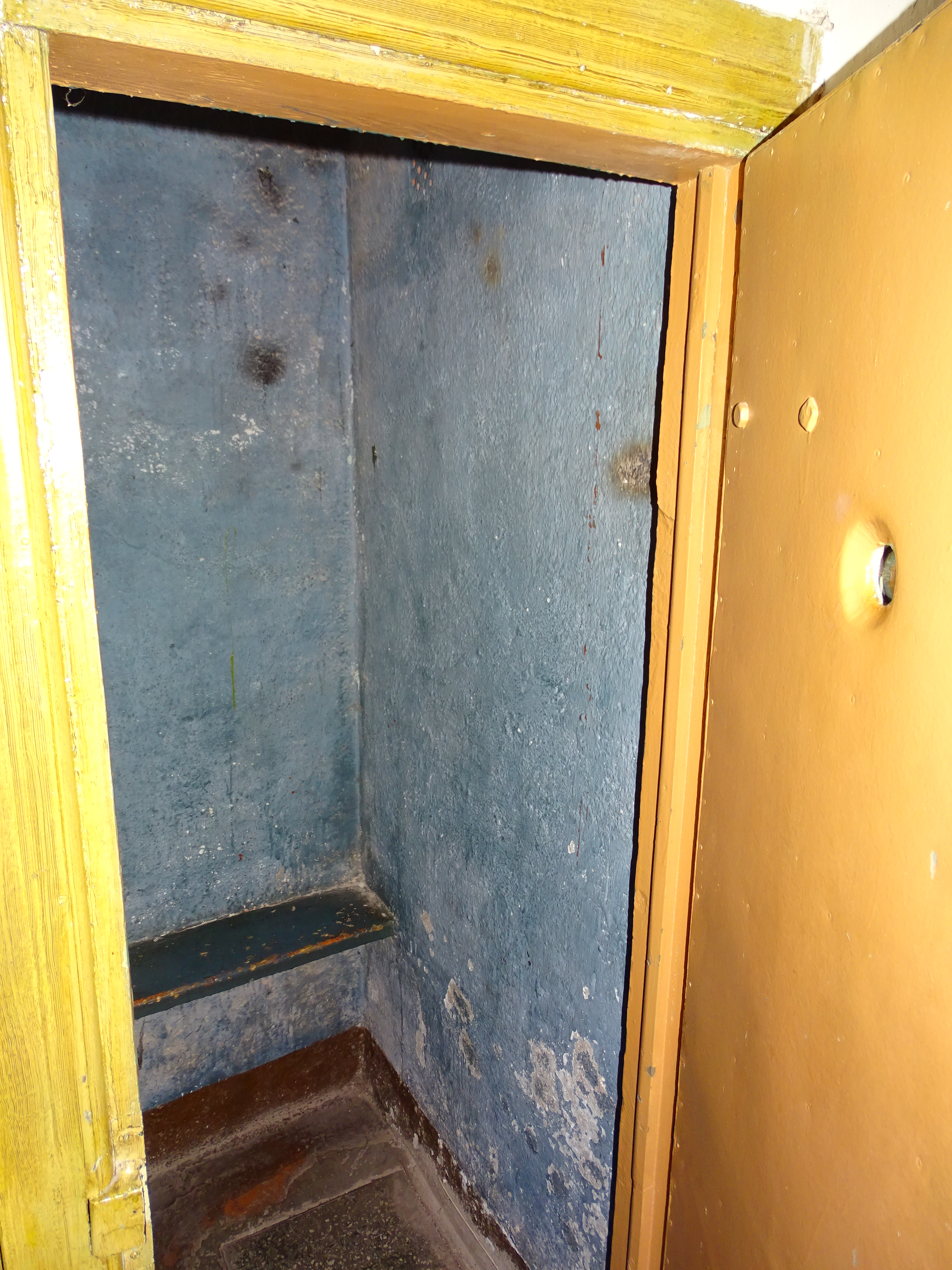
Zadržovací cela
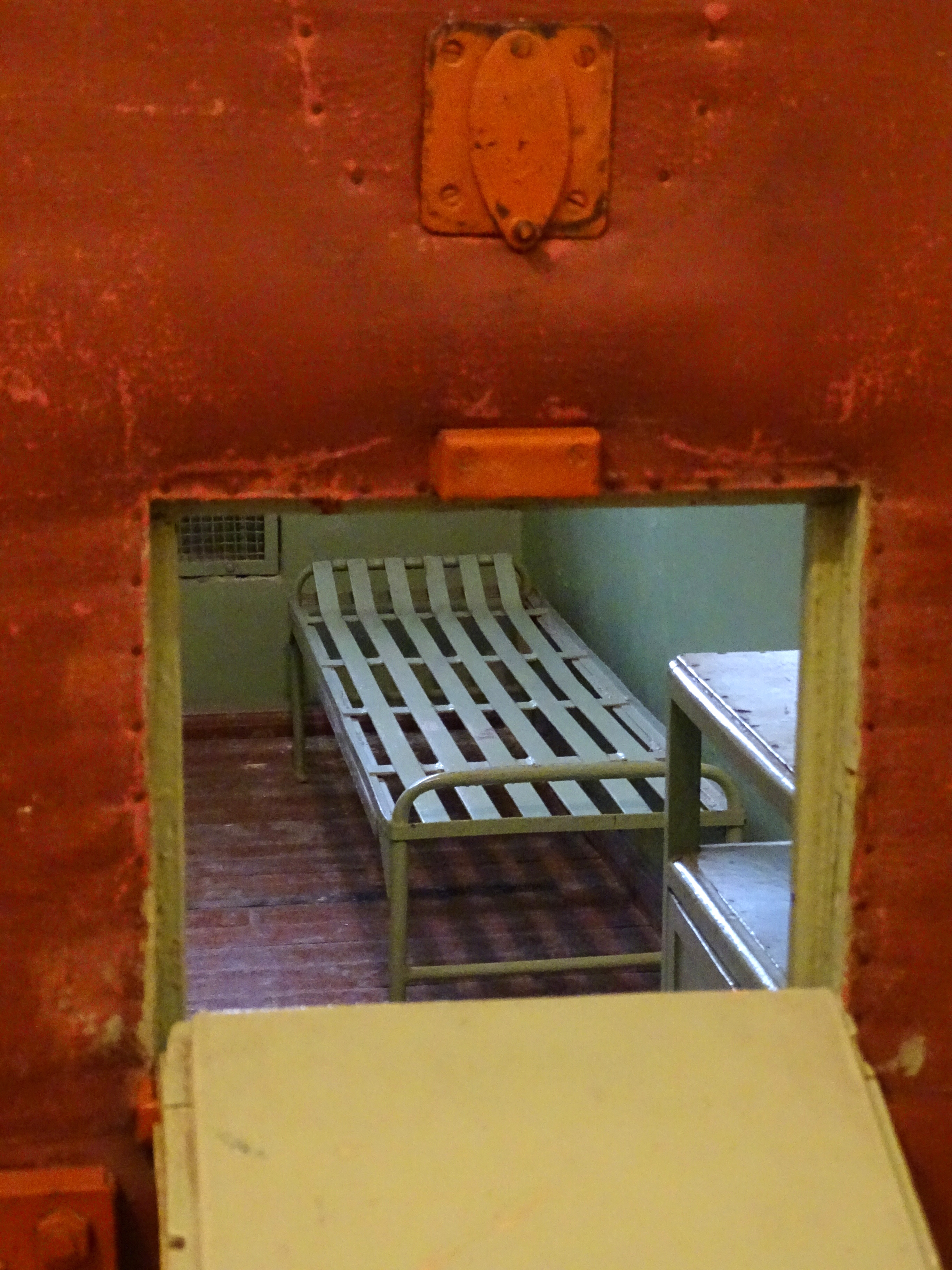
Vězeňská cela
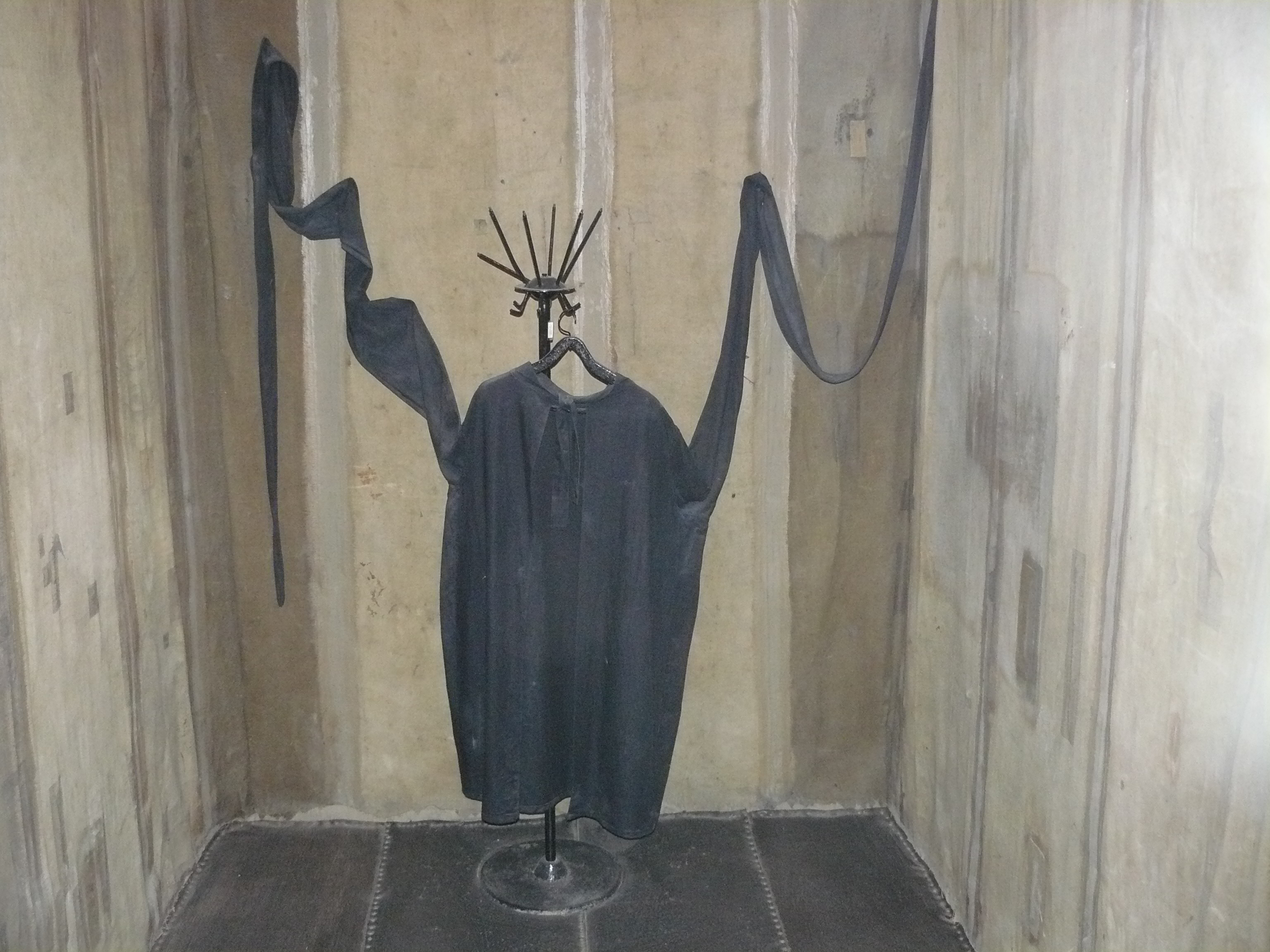
Svěrací kazajka
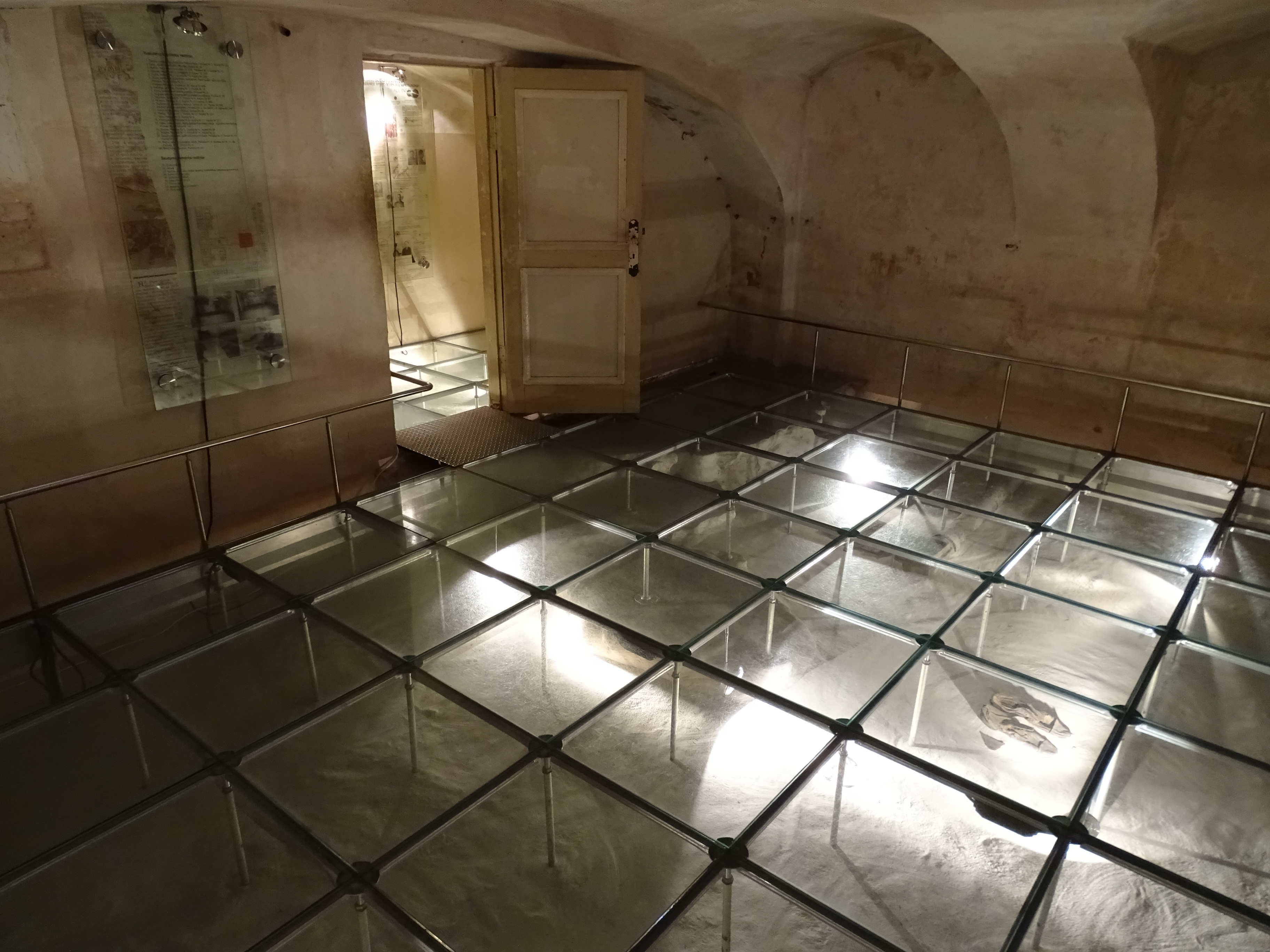
Popravčí místnost
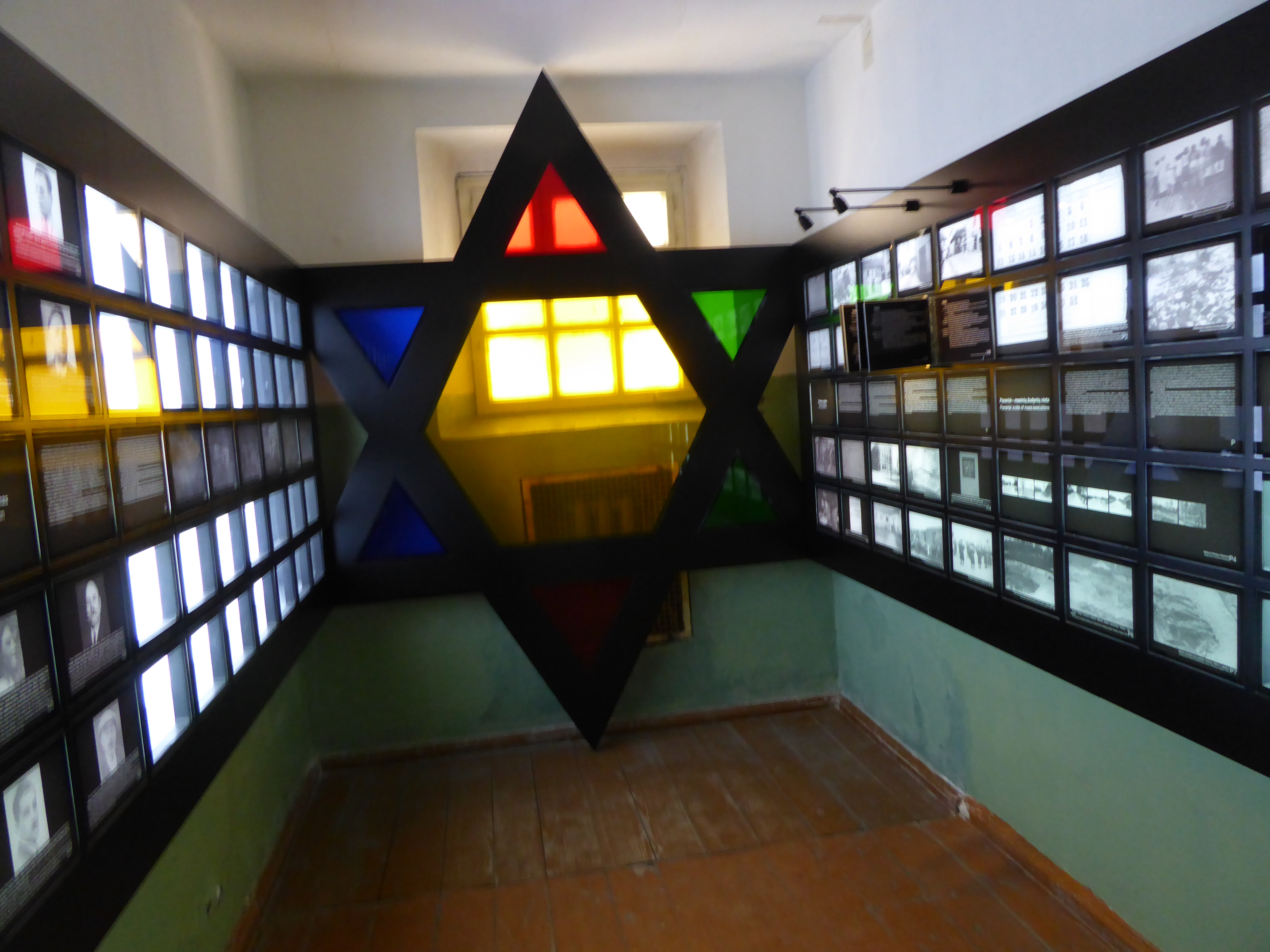
Expozice Holokaustu Židů

## Litevské centrum pro výzkum genocidy a odporu
Litevské centrum pro výzkum genocidy a odporu (LGGRTC) je státní subjekt, který se zabývá studiem genocidy, zločinů proti lidskosti a válečných zločinů v Litvě; studiem pronásledování místních obyvatel okupačními režimy; studiem ozbrojeného a neozbrojeného odporu proti okupačním režimům; iniciováním právního hodnocení činnosti organizátorů a vykonavatelů genocidy; připomínáním památky bojovníků za svobodu a obětí genocidy. Středisko rovněž koordinuje výzkumné činnosti v této oblasti, které provádějí jiné subjekty. Spravuje také Oddělení historické paměti, jehož součástí je Muzeum okupace a bojů za svobodu.
LGGRTC se podílí na realizaci národních programů (např. Rok připomenutí bojů za svobodu a jejich obětí, Rok připomenutí obětí holokaustu v Litvě), zahraniční agendou (např. péče o hroby litevských deportovaných a politických vězňů a o památníky označující místa jejich pohřbení) a aktivitami mezinárodních pracovních skupin a institucí (např. Platform of European Memory and Conscience). Aktivně spolupracuje s obdobnými zahraničními subjekty, např. s polským Ústavem národní paměti (IPN), českým Ústavem pro studium totalitních režimů a ruským Výzkumným a informačním centrem Memorial.
V letech 2012-2018 zveřejnilo LGGRTC registry litevských spolupracovníků KGB, ale vzhledem ke skartaci některých osobních spisů a nedostupnosti archivů KGB v Rusku nabádá ke kritickému přístupu. Z celkového počtu 1669 evidovaných agentů je nejméně 37 jmen sporných a u některých dalších existují doklady, že spolupracovali s NKVD jako dvojití agenti partyzánů z Lesního bratrstva.

## Kontroverze
Až do roku 2011 neexistovala v Muzeu obětí genocidy žádná expozice věnovaná Holokaustu, přestože v Litvě bylo zabito více Židů než v Německu, a to jak v relativních, tak absolutních číslech. Krátce před příchodem německých vojsk i bezprostředně po něm se Litevci dopouštěli násilností proti Židům. V červnu a červenci 1941 začaly oddíly německých SS Einsatzgruppen spolu s litevskými pomocníky vyvražďovat litevské Židy. Do konce srpna 1941 byla většina Židů na litevském venkově zastřelena. Do listopadu 1941 Němci zmasakrovali také většinu Židů, kteří byli soustředěni v ghettech ve větších městech. Přeživších 40 000 Židů bylo soustředěno v ghettech Vilna, Kovno, Šiauliai a Svencionys a v různých pracovních táborech v Litvě.
V červnu 1940 vstoupila sovětská Rudá armáda do Litvy a plně ji připojila k Sovětskému svazu. Sověti zahájili kampaň teroru zaměřenou na lidi, kteří byli prohlášeni za nepřátele komunismu. V atmosféře bezpráví a extrémního násilí docházelo k čistkám a popravám politiků, intelektuálů a vůdců komunit. Sověti také začali znárodňovat farmy, továrny a doly a v rámci své hospodářské strategie přesouvali lidi i zařízení do vnitrozemí. Desítky tisíc Litevců poslali na Sibiř k internaci do pracovních táborů (gulagů). Úmrtnost mezi deportovanými - 7 000 z nich byli Židé - byla mimořádně vysoká. Přestože tito Židé čelili drsným podmínkám, kvůli nimž mnozí zemřeli, nebyli systematicky vyvražďováni.
Jen málo historiků se domnívá, že sovětské represe vůči Litevcům představovaly genocidu. V reakci na mezinárodní kritiku byla v roce 2011 v Muzeu doplněna malá expozice popisující Holokaust Židů v Litvě. Těch žilo před válkou v Litvě kolem 200 000, ale konce války se dožilo jen asi 5 % z nich. Muzeum změnilo svůj název na Muzeum okupace a bojů za svobodu v dubnu 2018, poté co Rod Nordland v deníku The New York Times citoval Dovida Katze, podle něhož je muzeum "verzí popírání holokaustu 21. století" a od roku 2020 se "téměř výhradně zaměřuje na vyvražďování litevského nežidovského obyvatelstva, zatímco pachatelé holokaustu jsou vychvalováni jako oběti v boji svých zemí proti sovětské okupaci".
V reakci na dopis sedmi velvyslanců zemí EU, kteří Litvu obvinili z falšování historie, historik Algimantas Kasparavičius uvádí, že o původním názvu Muzea obětí genocidy rozhodla veřejnost v době znovuzískání státní nezávislosti. Téma Holokaustu Židů nesmí být zapomenuto a informuje o něm Muzeum historie Židů Vilna Gaon, které stát založil už roku 1989. Během sovětské okupace Litva ztratila kolem 800 000 obyvatel, přičemž asi 300 000 z nich skončilo ve vězení, Gulagu nebo v emigraci. Ministr zahraničí Audronius Ažubalis připomněl, že "o zločinech nacismu ví každý, ale o zločinech totalitního komunistického režimu ví jen část Evropy." Evropský parlament vydal v září roku 2019 usnesení o "významu evropské paměti pro budoucnost Evropy", v němž konkrétně vyzval Rusko, aby se "vyrovnalo se svou tragickou minulostí".